# Seid Memić Vajta
Seid Memić Vajta (Travnik, 8. ožujka 1950.), bosanskohercegovački pjevač zabavne glazbe.

## Životopis
Seid Memić Vajta, poznati bosanski pjevač i zabavljač, rođen je 8. ožujka 1950. godine u Travniku. Nadimak Vajta dobio je kada je na vrata zgrade u kojoj je Memić stanovao, a nalazila se preko puta ljetnog kina, nalijepljen plakat za najavu filma Doživljaji kapetana Vajta, pa je plakat odlijepljen i ostala je samo jedna riječ Vajta. Vajta je solirao svojom gitarom privlačio pozornost i simpatije svojih sugrađana, a onda se pojavio među sarajevskim glazbenjacima redajući uspjeh za uspjehom.Tijekom 70-ih je pjevao u rock grupi Teška industrija.
Godine 1981. nastupa na Euroviziji s pjesmom "Lejla" i osvaja 15. mjesto. Po mnogima jedan od najzanimljivijih bosanskih pjevača. Vodio je i dječju emisiju "Nedjeljni zabavnik".

## Festivali
- Gitarijada, Doboj, 1967. (s grupom "Veseli akordi iz Travnika)
- Splitski festival 1976 (s grupom Teška industrija)
- Festival rock-muzike Boom, Novi Sad, 1977. (s grupom Zmajevi Bosne iz Sarajeva)
- Vaš šlager sezone 1978.
- Vaš šlager sezone 1979.
- Eurosong, Izbor jugoslovenskog predstavnika, pobjednik 1981.
- Eurosong 1981., Dublin, Irska
- Vaš šlager sezone 1981.
- Splitski festival 1981.
- Vaš šlager sezone 1982.
- Eurosong, Izbor jugoslovenskog predstavnika, 1982.
- Festival Opatija 1982.
- Eurosong, Izbor jugoslovenskog predstavnika, 1983.
- Festival zabavne glazbe Split 1984.
- Festival Opatija 1985.
- MESAM, Beograd, 1986.
- Eurosong, Izbor jugoslovenskog predstavnika, 1987.
- Vaš šlager sezone 1987.
- MESAM, Beograd, 1987
- Dani JRT, Neum, 1987
- Festival Opatija 1987.
- MESAM, Beograd, 1990.
- Splitski festival 1990.
- Međunarodni festival u Vejle-u, Danska - Verdensmusik Festival, 1995.
- Festival zabavne i narodne glazbe, Bihać, 1997.
- Međunarodni festival u Vejle-u, Danska- Verdensmusik Festival, 1997.
- Vaš šlager sezone 1999.
- Festival FORTE, Sarajevo, 1999.
- Međunarodni festival Marko Polo, Korčula, 2001.
- Međunarodni festival Marko Polo, Korčula, 2002.

## Nagrade
- 1. nagrada za interpretaciju na Gitarijadi u Doboju s pjesmom "Wild Thing", 1967.
- 1. nagrada za interpretaciju (Zlatni mikrofon) na festivalu Vaš šlager sezone u Sarajevu s pjesmom "Samo jednom srce voli", 1978.
- Najbolji pjevač 1979. godine, časopis VEN, 1979.
- Platinasta ploča, LP "Zlatna ribica", 1979.
- Estradna nagrada BiH za 1980.-u godinu Savez udruženja Estradnih radnika SR Bosne i Hercegovine, 1980.
- Pobjednik festivala u Beogradu s pjesmom "Leila", 1981.
- 1. nagrada publike i apsolutni pobjednik festivala Split ´81 s pjesmom "Mornareva pjesma", 1981.
- Interpretator broj 1 za 1981. godinu, RTV Sarajevo Redakcija dokumentarno-zabavnog programa u emisiji Koncert za deset gramofona, 1981.
- Plaketa grada Travnika za kulturnu djelatnost, 1981.
- Najbolji pjevač godine, časopis VEN, 1982.
- Zlatna lira za osvojeno prvo mjesto na festivalu Vaš šlager sezone u Sarajevu s pjesmom "Naša pisma", 1982.
- Platinasta ploča, LP ploča "Tebi pjevam", 1982.
- Estradna nagrada Jugoslavije, Savez radnika estradne umjetnosti Jugoslavije, Zagreb, 1984.
- Zlatna ploča, LP-ploča "Kad bulbuli pjevaju", 1984.
- 1. mjesto na festivalu Dani jugoslavenske zabavne glazbe - Opatija ´85 s pjesmom "Labudovi moji" 1985.
- 3. nagrada publike na festivalu Dani jugoslavenske zabavne glazbe - Opatija ´86 s pjesmom "Sretne ljubavi ne postoje", 1986.
- 2. nagrada publike na festivalu MESAM - Međunarodni muzički festival u Beogradu s pjesmom "Zašto te mama pušta samu", 1987.
- 2. nagrada za interpretaciju na festivalu MESAM - Međunarodni muzički festival u Beogradu s pjesmom "Palim se na swing", 1988.
- Zlatna plaketa za nesebičnu pomoć pri kulturno-zabavnoj djelatnosti, Zdravniško društvo Maribor, 1988.
- 2. nagrada po aplauzu publike na Međunarodnom festivalu Forte u Sarajevu s pjesmom "Kukuruku-ku", 1999.
- 1. nagrada publike na Međunarodnom glazbenom festivalu Marko Polo u Korčuli s pjesmom "Vratit ću se plavom nebu Juga mog", 2001.
- Plaketa grada Korčule za kulturni angazman, 2001.
- Povelja grada Travnika za popularizaciju grada, 2002.
- 1. nagrada stručnog žirija na Međunarodnom festivalu u Korčuli s pjesmom "Ako me zaborave", 2002.
- Zlatna plaketa Diskotona, Sarajevo
- Oskar popularnosti (dva puta), Radio-TV-Revija iz Beograda
- Disko-olimp, Diskotonovo najveće priznanje za ukupno plasiranje nosača zvuka u tiražu preko 500 000 primjeraka

## Diskografija

### Albumi
- "Ho-ruk" LP - Jugoton, Zagreb, 1976. (sa sastavom Teška industrija)
- "Seid Memić-Vajta i Teška industrija" LP - Jugoton, Zagreb, 1976. (sa sastavom Teška industrija)
- "Zlatna ribica" LP - Diskoton, Sarajevo, 1979.
- "Vajta 2 Ponoćni valcer" LP - Diskoton, Sarajevo, 1980.
- "Vajta 3" LP - Diskoton, Sarajevo, 1981.
- "Tebi pjevam" LP - Jugoton, Zagreb, 1982.
- "Kad bulbuli pjevaju" LP - Jugoton, Zagreb, 1984.
- "Vajta" LP - Diskoton, Sarajevo, 1985.
- "Vajta" LP-DTK - Diskoton, Sarajevo, 1987.
- "Vajta" LP - Diskoton, Sarajevo, 1988.
- "Kupi mi, tajo, harmoniku" LP - BLAP, Sarajevo, 1991.

### Kompilacije
- "Veliki uspjesi" LP - Diskoton, Sarajevo, 1981.
- "Vajta Fest" LP - Jugoton, Zagreb, 1982.
- "Najveći hitovi" CD - Diskoton, Sarajevo, 1994.
- "Od Kulina-bana do Vajtinih dana" kazeta - Terra Commerc, Stuttgart, 1996.
- "Karavan - Izvorne snimke 1975./1976." (s Teškom industrijom) - Croatia Records, Zagreb, 2002.

### Singlovi
- "Karavan" - Jugoton, Zagreb, 1975. (sa sastavom Teška industrija)
- "Kolika je Jahorina planina"/"Kovači sreće" - Jugoton, Zagreb, 1975. (sa sastavom Teška industrija)
- "Kadija"/"Šta je rekla Ana" - Jugoton, Zagreb, 1975. (sa sastavom Teška industrija)
- "Štap"/"Nepoznata pjesma" - Jugoton, Zagreb, 1976. (sa sastavom Teška industrija)
- "Samo jednom srce voli"/"Vjeruj mi" - Diskoton, Sarajevo, 1978.
- "Budi dobra do oktobra"/"Ne, ne, ne" - Diskoton, Sarajevo, 1978.
- "Prevari me srce moje"/"Igraj, igraj" - Diskoton, Sarajevo, 1979.
- "Balada o ravnici"/"Lepa Radić" - Diskoton, Sarajevo, 1979.
- "Lejla"/"Čovjek bez problema" - Diskoton, Sarajevo, 1981.
- "Leyla" (verzija na engleskom jeziku) 1981.
- "Mornareva pjesma"/"Mudrac" - Diskoton, Sarajevo, 1981.
- "Majstori, majstori"/"Selo" - Diskoton, Sarajevo, 1982.
- "Ne zaboravi me"/"Naša pisma" - Diskoton, Sarajevo, 1982.

## Vanjske poveznice
- Službena stranica